# Aethiamblys eritreae
Aethiamblys eritreae là một loài tò vò trong họ Ichneumonidae.